# Международная ассоциация русских шашек
Международная ассоциация русских шашек (МАРШ) — спортивная организация, проводящая международные турниры по русским шашкам. Штаб-квартира организации расположена в городе Гагра (Абхазия). 
Соревнования МАРШ, носящие название чемпионатов мира и Европы по русским шашкам, не признаются Всемирной федерацией шашек (ФМЖД) — основной международной шашечной организацией, проводящей свои собственные чемпионаты мира и Европы.

## История организации
Международная ассоциация русских шашек была основана в 1992 году. Сооснователями ассоциации стали федерации шашек России, Азербайджана и Узбекистана, а её руководителем с момента основания был последний председатель Федерации шашек СССР Роман Климашёв (с 1998 года возглавлявший также Федерацию шашек России — ФШР). Многолетнее сотрудничество ФШР и МАРШ было оборвано после ультимативного требования Всемирной федерации шашек (ФМЖД) — головной международной шашечной организации в мире.
В сентябре 1995 года МАРШ юридически зарегистрирована в России как Ассоциация общественных объединений «Международная Федерация русских шашек» МАРШ. Штаб квартира организации на протяжении долгого времени находилась в Москве, но позже была перенесена в Гагры. Связи абхазских властей с организацией подчёркивает тот факт, что почётным президентом МАРШ являлся президент Абхазии Сергей Багапш. Багапш был инициатором проведения чемпионата мира МАРШ 2007 года в Пицунде.

## Турниры под эгидой МАРШ
МАРШ провела с 1992 по 2007 год (с перерывами) девять мужских и семь женских чемпионатов мира и три чемпионата Европы. Призовой фонд турниров МАРШ колебался от 25 до 50 тысяч долларов. ФМЖД не признаёт за этими турнирами официального статуса.

### Чемпионаты мира МАРШ
В чемпионатах мира по версии МАРШ принимали участие до 15 стран. Рекорд был поставлен в 1997 году в Баку, где собрались игроки из 11 стран СНГ и Балтии, а также Германии, Израиля, Канады и США. В общей сложности чемпионами мира МАРШ становились представители шести стран: России, Литвы, Украины, Латвии, Узбекистана и Германии. В ряде случаев первое место было разделено согласно регламенту чемпионатов, предполагающему делёжку в случае равенства набранных очков.
| №    | Год  | Место    | Стран | Чемпион (мужчины)                       | Чемпион (женщины)                      |
| ---- | ---- | -------- | ----- | --------------------------------------- | -------------------------------------- |
| 1.   | 1992 | Подольск | 9     | Юрий Королёв                            | Владислава Андролойц                   |
| 2.   | 1993 | Орёл     | 8     | Владимир Лангин                         | Наталия Лебедева                       |
| 3.   | 1994 | Якутск   | 12    | Владимир Лангин (2) Игорь Макаренков    | Екатерина Бушуева                      |
| 4.   | 1995 | Ухта     |       | Муродулло Амриллаев Владимир Лангин (3) | Екатерина Бушуева (2) Татьяна Тетерина |
| 5.   | 1997 | Баку     | 15    | Узеир Абдулаев Владимир Скрабов         | Анастасия Виноградова                  |
| 6.   | 1998 | Грозный  | 12    | Михаил Горюнов Марк Макрович            | -                                      |
| 7.   | 2001 | Самара   | 14    | Олег Дашков Александр Шварцман          | -                                      |
| 8/6. | 2002 | Самара   | 14    | Михаил Горюнов (2)                      | Екатерина Бушуева (3)                  |
| 9/7. | 2007 | Пицунда  |       | Михаил Горюнов (3) Владимир Скрабов (2) | Екатерина Бушуева (4)                  |